# Рембеза, Станислав Иванович
Станислав Иванович Рембеза (14 октября 1939, Воронеж — 29 октября 2020, там же) — российский учёный в области физики полупроводников, доктор физико-математических наук (1980), профессор (1983), заслуженный деятель науки РФ.

## Биография
Окончил физический факультет Воронежского государственного университета (1961). В 1961—1964 годах работал инженером-технологом центрального конструкторского бюро (ЦКБ) Воронежского завода полупроводниковых приборов.
С 1968 года в Воронежском политехническом институте: ассистент, старший преподаватель, доцент, профессор кафедры общей физики и физики твердого тела, с 1984 года заведующий кафедрой полупроводниковой электроники (полупроводниковой электроники и наноэлектроники). Читает курс «Физика конденсированного состояния».
Научные интересы: физика свойства полупроводниковых материалов, физика точечных дефектов и поверхности полупроводников.
Доктор физико-математических наук (1980), профессор (1983). Заслуженный деятель науки РФ (1999).
Дочь — Екатерина Станиславовна Рембеза, доктор физико-математических наук (2006).
Урна с прахом находится в стене колумбария Юго-Западного кладбища г. Воронежа.

## Научные труды
Автор свыше 300 научных работ, в том числе книг:
- Парамагнитный резонанс в полупроводниках / С. И. Рембеза. — М. : Металлургия, 1988. — 176,[1] с. : ил.; 21 см; ISBN 5-229-00168-2 :
- Исследование полупроводников методом электронного парамагнитного резонанса : (Учеб. пособие) / С. И. Рембеза. — Воронеж : ВПИ, 1982. — 97 с.; 20 см.
- Методы измерения основных параметров полупроводников : [Учеб. пособие для вузов по спец. «Физика и технология материалов и компонентов электрон. техники»] / С. И. Рембеза. — Воронеж : Изд-во Воронеж. ун-та, 1989. — 221,[1] с. : ил.; 21 см; ISBN 5-7455-0132-4 :
- Контроль параметров материалов электронной техники : Учеб. пособие / С. И. Рембеза; Воронеж. политехн. ин-т. — Воронеж : ВПИ, 1993. — 144 с. : ил.; 21 см; ISBN 5-230-04457-8 :
- Физические свойства низкоразмерных структур [Текст] : учебное пособие / С. И. Рембеза, Е. С. Рембеза, Н. Н. Кошелева ; ГОУВПО «Воронежский гос. технический ун-т». — Воронеж : Воронежский гос. технический ун-т, 2011. — 139 с. : ил., табл.; 21 см.
- Датчики на основе магнитных и оптических эффектов [Текст] : учебное пособие / Е. С. Рембеза, С. И. Рембеза ; ГОУВПО «Воронежский гос. технический ун-т». — Воронеж : Воронежский гос. технический ун-т, 2010. — 182 с. : ил., табл.; 21 см.
- Физические принципы работы и конструкции датчиков температуры : учебное пособие / Е. С. Рембеза, С. И. Рембеза ; ГОУ ВПО «Воронежский гос. технический ун-т». — Воронеж : Воронежский гос. технический ун-т, 2008. — 158 с. : ил., табл.; 21 см.
- Физические принципы измерения оптических явлений и магнитных полей [Текст] : учебное пособие / Е. С. Рембеза, С. И. Рембеза ; ГОУ ВПО «Воронежский гос. технический ун-т». — Воронеж : Воронежский гос. технический ун-т, 2010. — 184 с. : ил., табл.; 21 см.
- Металлооксидные пленки: синтез, свойства и применение [Текст] : монография / С. И. Рембеза, Е. С. Рембеза, Т. В. Свистова, Н. Н. Кошелева ; Министерство образования и науки РФ, Федеральное государственное бюджетное образовательное учреждение высшего образования «Воронежский государственный университет». — Воронеж : Издательский дом ВГУ, 2018. — 170, [1] с. : ил., табл., цв. ил.; 21 см; ISBN 978-5-9273-2619-8 : 100 экз.